# 에이드리엔 프랜츠
에이드리엔 프랜츠(Adrienne Frantz, 1978년 7월 7일 ~ )는 미국의 배우이다.

## 출연 작품
- The Perfect Girlfriend (2015)
- 철 좀 들어  (2011)
- 도나 온 디맨드 (2009)
- 핵! (2007)
- 에드 게인: 플레인필드의 도살자 (2007)
- 지미 집 (1999)
- 스피드웨이 정키 (1999)

### 텔레비전
- 더 볼드 앤 더 뷰티풀 (1997-2005, 2010-12)
- 식스 핏 언더 (2002)
- 더 영 앤 더 레스트리스 (2006-10, 2013)
- 저스티파이드 (2014)